# TechnoMarine
TechnoMarine est une marque horlogère créée en 1997 par le publicitaire français Franck Dubarry à Saint-Tropez, et dont le siège est désormais à Genève.
Les montres TechnoMarine sont toutes étanches 20 ATM (200 m) et disposent, pour la plupart, de bracelets en silicone ou gel interchangeables sans outils.
TechnoMarine a vendu plus de 2 millions de montres depuis 1997 et près de 140 000 montres sur l’année 2011. La fabrication est sous-traitée en Asie ou en Suisse.

## Présentation
TechnoMarine lance en 1997 de la « Raft », première montre quartz dotée d’un bracelet en silicone transparent : le modèle se vend à plus de 50 000 exemplaires en un an.
TechnoMarine ajoute deux ans plus tard, en 1999, des diamants sur la lunette tournante de la Raft. Le modèle TechnoDiamond voit alors le jour. C’est le premier chronographe à associer le plastique et les diamants. Plus de 150 000 TechnoDiamond se sont écoulées en moins de dix ans.
Les montres ont toujours pour inspiration les mondes marins et urbains,.
En 2004, la marque lance les premières montres en céramique de couleur.
En 2010 naît la collection « Cruise », une déclinaison de la « Raft » de 1997. Elle est déclinée en plusieurs lignes : Cruise Original, Cruise Lipstick ou encore Cruise Dream.

## Publicités
En 2012, l’actrice Monica Cruz et le mannequin Andres Velencoso deviennent à leur tour égéries publicitaires de la marque.